# 打糕 (朝鲜半岛)

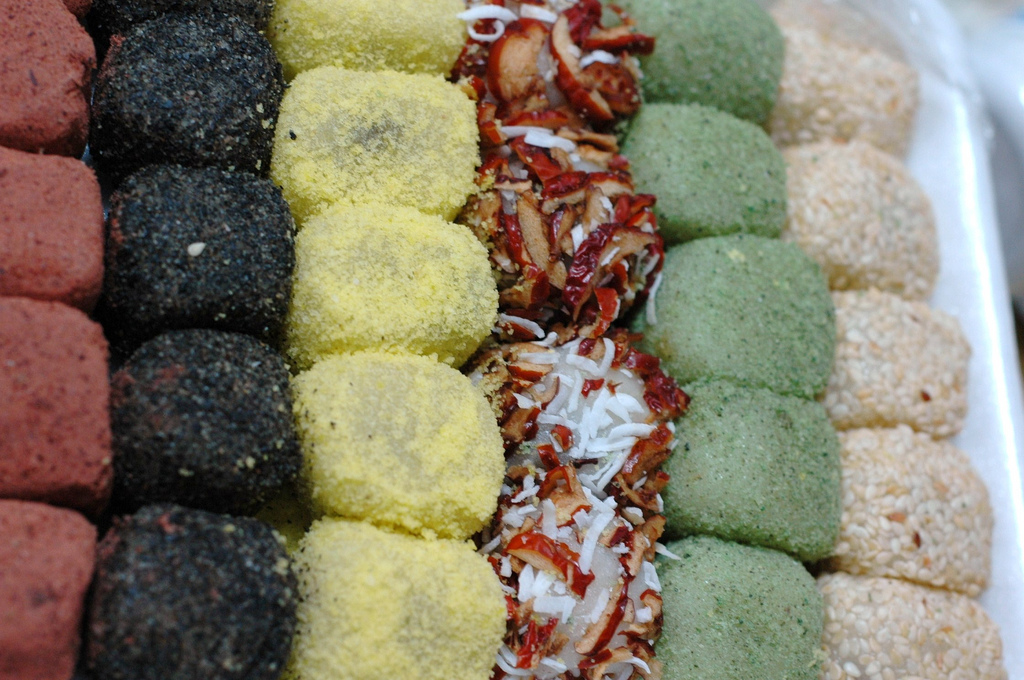
各種颜色的打糕

打糕也稱米糕、蒸糕（朝鲜语：떡），是朝鮮民族傳統稻米食品，把糯米煮熟後捶打而成。其傳統做法是將蒸熟的米放到木槽或石槽裏，用木槌反復捶打，直到打碎每一粒飯為止。而後將其切成小块，拌佐料食用。佐料有蔗糖、花生粉等。

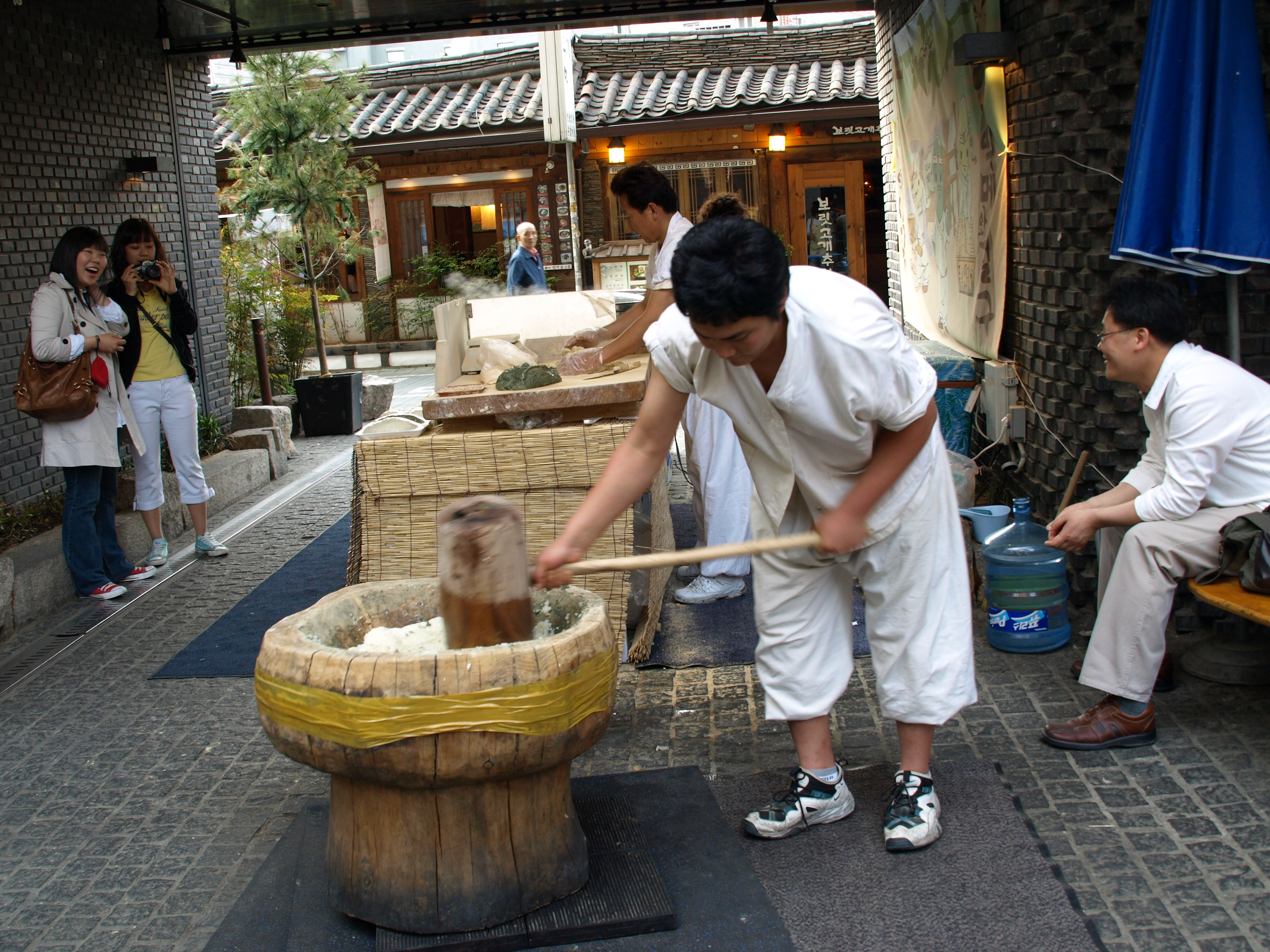
捶打

由於捶打時多為兩個人面對面地站在槽邊，互相交替捶打，也成了新婚夫婦必不可少的一種增進感情的禮儀。

## 特色
糯软粘柔，芳香浓郁。因为用木槌打製而成，糕韧劲道，裹以黄豆粉，别有风味。

## 習俗
打糕除了作為甜品和新年食品，每當一家搬到新居，會自製打糕送給鄰居。